# Offset (rapper)
Kiari Kendrell Cephus (sinh ngày 14/12/1991, nghệ danh: Offset) là nam rapper, ca sĩ người Mỹ. Anh là một trong ba thành viên của ban nhạc hip hop có tên Migos, cùng với Takeoff và Quavo.

## Đời tư
Offset hiện tại có tổng cộng 5 đứa con cùng với vợ của mình là Cardi B. Anh đã công bố điều này khi phát hành album Father of 4
Offset thường xuyên xảy ra lùm xùm với các vũ nữ thoát y mà anh tán tỉnh. Đặc biệt là sau khi vợ anh (Cardi B) phát hiện rằng chồng mình ngoại tình.